# Chilina
Chilina is een geslacht van weekdieren uit de klasse van de Gastropoda (slakken).

## Soorten
- Chilina acuminata G. B. Sowerby II, 1874
- Chilina amoena E. A. Smith, 1882
- Chilina ampullacea G. B. Sowerby I, 1838
- Chilina angusta Philippi, 1860
- Chilina aurantia W. B. Marshall, 1924
- Chilina bullocki W. B. Marshall, 1933
- Chilina bulloides d'Orbigny, 1835
- Chilina campylaxis Pilsbry, 1911
- Chilina cuyana Gutiérrez Gregoric, Ciocco & Rumi, 2014
- Chilina dombeiana (Bruguière, 1789)
- Chilina elegans Frauenfeld, 1865
- Chilina falklandica Cooper & Preston, 1910
- Chilina fasciata (Gould, 1847)
- Chilina fluminea (Maton, 1811)
- Chilina fuegiensis E. A. Smith, 1905
- Chilina fulgurata Pilsbry, 1911
- Chilina fusca Mabille, 1884
- Chilina gallardoi Castellanos & Miquel, 1981
- Chilina gibbosa G. B. Sowerby I, 1838
- Chilina globosa Frauenfeld, 1866
- Chilina guaraniana Castellanos & Miquel, 1980
- Chilina iguazuensis Gutiérrez Gregoric & Rumi, 2008
- Chilina lebruni Mabille, 1884
- Chilina lilloi Ovando & Gutiérrez Gregoric, 2012
- Chilina limnaeiformis Dall, 1870
- Chilina llanquihuensis W. B. Marshall, 1933
- Chilina luciae Gutiérrez Gregoric & de Lucía, 2016
- Chilina megastoma Hylton Scott, 1958
- Chilina mendozana Strobel, 1874
- Chilina minuta Haas, 1951
- Chilina monticola Strebel, 1907
- Chilina nervosa (Mabille & Rochebrune, 1889)
- Chilina neuquenensis W. B. Marshall, 1933
- Chilina nicolasi Gutiérrez Gregoric & de Lucía, 2016
- Chilina obovata (Gould, 1847)
- Chilina olivacea W. B. Marshall, 1924
- Chilina ovalis G. B. Sowerby I, 1838
- Chilina parchappii (d'Orbigny, 1835)
- Chilina parva Martens, 1868
- Chilina patagonica G. B. Sowerby II, 1874
- Chilina perrieri Mabille, 1884
- Chilina portillensis Hidalgo, 1880
- Chilina puelcha d'Orbigny, 1838
- Chilina pulchella d'Orbigny, 1835
- Chilina robustior G. B. Sowerby I, 1838
- Chilina rushii Pilsbry, 1896
- Chilina sanjuanina Gutiérrez Gregoric, Ciocco & Rumi, 2014
- Chilina santiagoi Gutiérrez Gregoric & de Lucía, 2016
- Chilina smithi Pilsbry, 1911
- Chilina strebeli Pilsbry, 1911
- Chilina subcylindrica G. B. Sowerby II, 1874
- Chilina tehuelcha d'Orbigny, 1837
- Chilina tenuis G. B. Sowerby I, 1838
- Chilina tucumanensis Castellanos & Miquel, 1980